# José Telo Soares Cristóvão

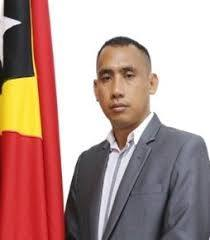
José Telo Soares Cristóvão

José Telo Soares Cristóvão ist ein osttimoresischer Beamter und Politiker.

## Werdegang
Cristóvão promovierte an der Universidade Nasionál Timór Lorosa’e (UNTL) in Öffentlicher Verwaltung.
Am 29. Mai 2015 wurde er Kommissar der Comissão da Função Pública (CFP, deutsch Kommission des öffentlichen Dienstes). Bis dahin war er Präsident der Organizasaun Joventude Partidu (OJP), der Jugendorganisation der Partei Congresso Nacional da Reconstrução Timorense (CNRT). 2020 wurde Cristóvão von Fausto Freitas da Silva als Kommissar abgelöst. Cristóvão wurde stattdessen stellvertretender Ombudsmann für Good Governance des Provedoria dos Direitos Humanos e Justiça (PDHJ).
Am 22. November 2023 wurde Cristóvão von der IX. Regierung erneut als Kommissar in die CFP entsandt.